# 助川喜四郎
助川 喜四郎（すけがわ きしろう、1883年（明治16年）8月7日） - 1963年（昭和38年）12月11日）は、日本の医師・ウイルス学者。
1915年（大正4年）、神奈川県衛生試験所（現・神奈川県衛生研究所）にはいり、狂犬病を研究。1921年（大正10年）「助川梅野法」とよばれる犬体注射法を完成。天然痘病原体の鶏卵内培養にも成功した。1928年（昭和3年）、土浦市に昭和病院及び助川研究所を設立。

## 経歴
- 1883年（明治16年） - 8月7日、茨城県筑波郡大穂村（現・つくば市）、助川太平の次男として誕生。
- 1911年（明治44年） - 7月、愛知医学専門学校（現・名古屋大学）卒業。9月、伝染病研究所に所員として入所。
- 1914年（大正3年） - 11月、伝染病研究所を退所、北里研究所に所員として入所。細菌学研究を行う。
- 1915年（大正4年） - レントゲンに関する（血球、ルイレキ）研究を行う。2月、神奈川県衛生試験所（現・神奈川県衛生研究所）に技師として入所、防疫研究主任となる。
- 1916年（大正5年） - 痘毒培養の研究に着手。
- 1918年（大正7年） - 狂犬病研究を開始する。横浜公園において、初めて犬体予防接種を実施。
- 1921年（大正10年） - 京大審査「医学博士」授与。博士論文は「ペスト免疫動物の血液像並びに造血臓器（脾淋巴腺）の組織学的研究」。神奈川県中郡小峯、鈴木易蔵次女・フミ子と結婚。犬体予防注射法を完成する。
- 1924年（大正13年） - 長男・喜男、出生。
- 1925年（大正14年） - 痘毒培養に成功。次男・佐、出生。
- 1926年（大正15年） - 7年間の研究の末、狂犬病原体を発見。
- 1928年（昭和3年） - 土浦市に転住、昭和病院を開業。神奈川県衛生試験所（現・神奈川県衛生研究所）嘱託となる。三男・弘之、出生。
- 1932年（昭和7年） - 神奈川県衛生試験所（現・神奈川県衛生研究所）を退職。
- 1934年（昭和9年） - 従五位勲六等を叙勲。
- 1940年（昭和15年） - 細菌学雑誌に「痘毒人工培養法並に無菌痘苗の製法に関する実験研究」を発表。厚生省（現・厚生労働省）より鶏卵痘苗製造の許可及び牛痘苗と並んで一般種痘を初めて実施。
- 1963年（昭和38年） - 茨城県土浦市にて死去。

## 医学研究及び業績
- 狂犬病に関する研究

大正4、5年頃、狂犬病流行の兆を呈し、被害が広がる折、梅野信吉より病理学の権威であった草間滋を通じ、助川喜四郎へ狂犬病に関する相談があった。当時、パスツールによる人体に狂犬病予防注射する方法が行われていたが、応用接種しても発病する事があるため、更に進んで犬体に予防接種する研究を行う事となった。大正5年に研究準備を整え、大正6年2月、神奈川県知事の許可を得て横浜公園にて初めて犬体予防を実施、大正7年10月までに６千余頭の接種を行った。この詳細な内容については北里細菌学雑誌に報告された。大正10年、助川梅野法を完成し、狂犬病の予防は著しく進歩した。大正15年、7年間の研究の末、狂犬病原体を発見、学界発表を行った。
- 天然痘に関する研究

当時、大東亜共栄圏内における天然痘の撲滅のために、厚生省（現・厚生労働省）は[種痘]による予防のための大量の痘苗を必要としていた。当時、痘苗は牛痘をもとに製造されていたが、牛痘は仔牛の腹部に出来た痘疱に石炭酸を加えて殺菌を行うため無菌にはできなかった。また、近年仔牛が高価となり、多数の仔牛を集めることが困難になってきていた。そこで、助川喜四郎は、病院を開業し患者を診療するかたわら、大正5年、痘毒の人工培養の研究に着手した。そこで、以下の2点を目的とした。
```
 1.雑菌を含まない純痘苗を得る
 2.牛体を借りずに人工培養する
```

まず、試験管内の普通培地による数々の実験を試みたが、すべて失敗に終わった。そこで生体組織による培養に目を転じ、大正11年、孵化鶏卵による痘苗培養に成功した。さらに連続培養を試みて、関東大震災で研究室と設備が損壊等に見舞われながらも、昭和12年までに153代に及んだ。そして、昭和15年に、20年余にわたる成果を細菌学雑誌に発表した。　その後、厚生省（現・厚生労働省）より鶏卵痘苗製造の許可が与えられ、牛痘苗と並んで一般種痘に実施されるようになった。昭和24年までに助川研究所に於いて500万人分の鶏卵痘苗を製造して世に提供した。
- 発疹チフスの防除

終戦直後、発疹チフスが全国的に蔓延した。厚生省（現・厚生労働省）の懇請を受けて、大量鶏卵培養に成功。流行を短期間に完封した。